# Günther Rienäcker
Günther Friedrich Wilhelm Rienäcker (* 13. Mai 1904 in Bremen; † 13. Juni 1989 in Berlin) war ein deutscher Chemiker. Bekannt wurde er für seine wissenschaftlichen Arbeiten zu heterogenen Katalysatoren und deren Wirkungsweise. Daneben war er Rektor der Universität Rostock, Generalsekretär der Deutschen Akademie der Wissenschaften zu Berlin sowie SED- und FDGB-Funktionär.

## Biografie

### Familie und Ausbildung
Rienäcker war der Sohn eines Lehrers in Bremen und wuchs dort auf. Nach dem Abitur studierte er von 1922 bis 1926 Chemie an der Universität München. Dort wurde er 1926 zum Dr. phil. promoviert. Anschließend war er von 1926 bis 1936 Assistent am Institut für Physikalische Chemie und am Chemischen Institut der Universität Freiburg im Breisgau, an der er sich 1936 habilitierte.
Rienäcker hatte drei Kinder: die promovierte Ärztin Anne Rienäcker (* 1951), verh. Wilke, den Musikwissenschaftler Gerd Rienäcker und den promovierten Physiker Jürgen Rienäcker (* 1936), dessen Sohn, der Informatiker Uwe Rienäcker, ist mit der Künstlerin Sandra Rienäcker verheiratet.

### Karriere als Wissenschaftler
Nach kurzer Dozententätigkeit in Freiburg wurde Rienäcker als planmäßiger außerordentlicher Professor für anorganische Chemie und Technologie an die Universität Göttingen berufen. Von 1942 bis 1954 war er ordentlicher Professor für anorganische Chemie und leitete das Chemische Institut der Universität Rostock. Dort wurde er 1945 Dekan der Philosophischen Fakultät. Nach Wiedereröffnung der Universität Rostock im Februar 1946 war er bis 1948 Rektor und beeinflusste maßgeblich den Neuaufbau nach dem Ende des Nationalsozialismus.
1952 gründete er mit Wolfgang Langenbeck das Institut für Katalyseforschung in Rostock, an dem er bis 1959 Direktor war. 1954 folgte Rienäcker, der durch seine Arbeiten zur heterogenen Katalyse international bekannt geworden war, einem Ruf auf eine Professur in anorganischer Chemie an der Humboldt-Universität zu Berlin. Dort leitete er das I.Chemische Institut und später das Institut für Anorganische Katalyseforschung. 1953 wurde er Ordentliches Mitglied der Deutschen Akademie der Wissenschaften zu Berlin, von 1957 bis 1963 war er Generalsekretär dieser Institution. Ab 1966 war er auswärtiges Mitglied der Akademie der Wissenschaften der UdSSR. 1969 wurde Günther Rienäcker emeritiert.
Von der Neugründung 1946 bis zu seinem Tod war er Chefherausgeber der Zeitschrift für anorganische und allgemeine Chemie.

### Politik
Rienäcker trat 1945 der SPD bei und war seit der  Vereinigung von SPD und KPD in der Sowjetischen Besatzungszone 1946 Mitglied der SED. 1946 wurde er Stadtverordneter in Rostock und Mitglied des Landtags von Mecklenburg-Vorpommern. 1949/1950 war er Abgeordneter der Provisorischen Volkskammer der DDR. Von 1953 bis 1959 war er Vorsitzender des Zentralvorstands der Gewerkschaft Wissenschaft und von 1955 bis 1959 Mitglied des FDGB-Bundesvorstands. Von 1958 bis 1963 war er Mitglied im Zentralkomitee der SED. 1971/1972 war er Präsident der Kommission für UNESCO-Arbeit der DDR.

## Auszeichnungen in der DDR
- 1955: Nationalpreis der DDR III. Klasse für Wissenschaft und Technik
- 1959: Zuwahl zum Mitglied der Gelehrtenakademie Leopoldina in Halle (Saale)
- 1961: Ehrensenator der Universität Rostock
- 1965: Vaterländischer Verdienstorden in Gold und 1984 die Ehrenspange zu diesem Orden[1]
- 1967: Clemens-Winkler-Medaille der Chemischen Gesellschaft der DDR
- 1969: Ehrendoktor der Universität Rostock
- 1974: Karl-Marx-Orden
- 1974: Ehrendoktor der Technischen Hochschule „Carl Schorlemmer“ Leuna-Merseburg
- 1984: Ehrendoktor der Humboldt-Universität zu Berlin.

## Darstellung Rieneckers in der bildenden Kunst der DDR
- Ronald Paris: Prof. Rienecker (1968, Zeichnung, 63,3 × 68,4 cm)[2]

## Publikationen (Auswahl)
- Über Katalyse und Katalysatoren. Bremer Beiträge zur Naturwissenschaft, Bd. 7, H. 2; Schriften der Wittheit zu Bremen,  Reihe G. Geist Verlag, Bremen 1943.
- Hermann Staudinger, Günther Rienäcker: Tabellen für allgemeine und anorganische Chemie. Braun Verlag, Karlsruhe, 3. Auflage 1944, 4. Auflage 1946, 5. Auflage 1947.
- Die demokratische Sendung der Universität. Rede bei der Wiedereröffnung der Universität Rostock am 25. Februar 1946. Kleine Schriftenreihe des Kulturbundes Mecklenburg-Vorpommern, H. 1. Verlag demokratische Erneuerung, Schwerin 1946.
- Beiträge zur Kenntnis der Wirkungsweise von Katalysatoren und Mischkatalysatoren. Abhandlungen der Deutschen Akademie der Wissenschaften zu Berlin, Klasse für Chemie, Geologie und Biologie, Jg. 1955, Nr. 3. Akademie-Verlag, Berlin 1956.
- Über Trägerkatalysatoren. Sitzungsberichte der Deutschen Akademie der Wissenschaften zu Berlin, Klasse für Chemie, Geologie und Biologie, Jg. 1964, Nr. 3. Akademie-Verlag, Berlin 1964.